# Glenea proxima
Glenea proxima là một loài bọ cánh cứng trong họ Cerambycidae.